# ظهرة اللذينية (الحيمة الخارجية)

تعديل مصدري - تعديل

ظهرة اللذينية هي إحدى قرى عزلة بني وليد بمديرية الحيمة الخارجية التابعة لمحافظة صنعاء، بلغ تعداد سكانها 96 نسمة حسب تعداد اليمن لعام 2004.